# Reper de nivelment

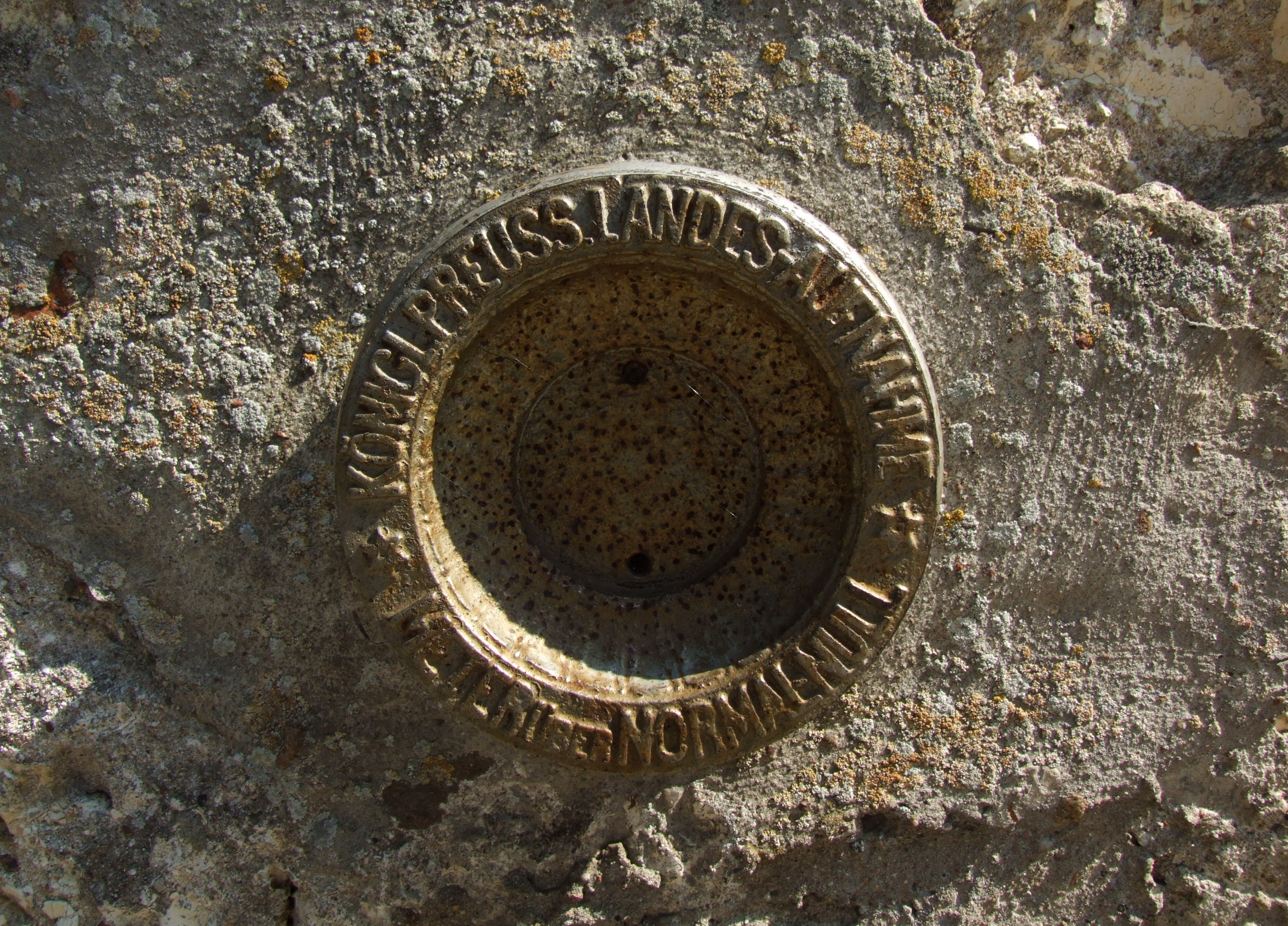
Reper de nivelment încastrat în zid

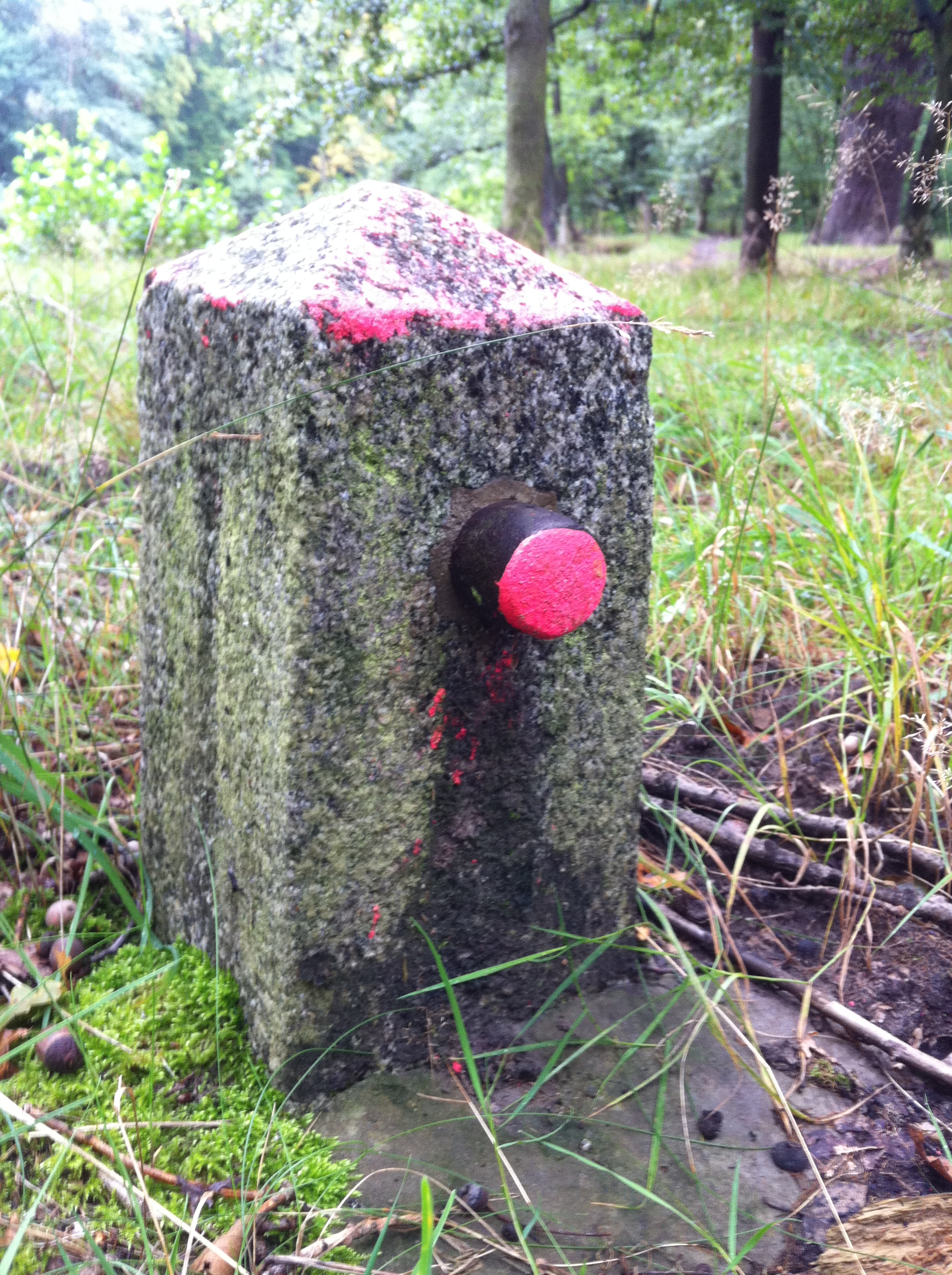
Reper de nivelment în Germania

În topografie un reper de nivelment reprezintă un indicator de nivel care servește la calcularea sau la verificarea altitudinii unui punct de pe teren.
Altitudinile sau cotele punctelor topografice sunt măsurate și calculate în funcție de o suprafață de referință sau de comparație. Această suprafață trebuie să fie perpendiculară în orice punct al ei la direcția gravitației. Suprafețele care îndeplinesc această condiție se numesc suprafețe de nivel, iar suprafața care se confundă cu suprafața geoidului se numește suprafață de nivel zero. Materializarea cotei suprafeței de nivel zero se poate face doar la țărmul mării unde se marchează printr-un reper nivelul mediu al apei în punctul considerat. Un astfel de nivel se numește zero fundammental și este utilizat pentru determinarea cotelor ortometrice ale punctelor de pe uscat pe un teritoriu oarecare (de exemplu o țară). Deoarece suprafața geoidului nu este accesibilă decât la țărmul mării cota unui punct de pe uscat se va determina pe suprafața terenului prin măsurători executate din aproape în aproape, plecând de la punctul zero fundammental (sau de la un punct de cotă determinat asemănător) până la punctul considerat. 
În România, începând din anul 1971, pentru harta de bază a țării noastre este considerată ca suprafață de nivel zero, nivelul zero al Mării Negre în portul Constanța. Această suprafață de nivel zero a Mării Negre este materializată printr-un reper, numit reper zero fundamental, care are altitudinea de 2,400 m și este montat într-o construcție specială.
Altitudinea acestui reper zero fundamental se măsoară cu ajutorul unor aparate numite „medimaremetre” sau „medimaregrafe”.

## Rețele de nivelment
Rețeaua de sprijin a ridicărilor de nivelment din România cuprinde rețele de ordinul I, II, III și IV care împreună formează rețeaua nivelmentului de stat, fiind independentă de rețeaua de sprijin a ridicărilor planimetrice. 
- nivelmentul geometric de ordinul I este o lucrare geodezică de o înaltă precizie, fiind determinat cu o eroare medie pătratică de ± 0,5 mm pe 1 km de drumuire. Drumuirile de nivelment geometric pornesc de pe reperul fundamental din portul Constanța și se desfășoară pe trasee închise cu lungimea de până la 400-600 km.
- nivelmentul geometric de ordinul II leagă punctele nivelmentului de ordinul I, prin drumuiri cu lungimea de 200-300 km și cu o precizie de ± 5 mm L , unde L este lungimea traseului drumuirii în km.
- nivelmentul geometric de ordinul III, se execută prin drumuiri cu o lungime de 80 – 150 km și cu o precizie de ±10 mm L.
- nivelmentul geometric de ordinul IV se desfășoară sub formă de poligoane cu lungimea de 20 – 40 km, cu o precizie de ± 20 mm L.

## Marcarea punctelor din rețelele de nivelment
Marcarea punctelor de nivelment se realizează, în funcție de importanța punctelor, cu ajutorul unor repere care pot fi de două tipuri:
- repere permanente;
- repere provizorii.

În rețeaua de nivelment de stat reperele sunt permanente, iar în rețeaua locală, marcarea punctelor se face prin repere permanente sau provizorii.
Reperele permanente se împart în repere fundamentale de adâncime, utilizate la marcarea punctelor de ordinul I și II, în repere ordinare sau repere de sol și în repere de perete (mărci) folosite pentru punctele de ordinul III-IV. Rețelele de nivelment de ordinul V se marchează prin repere permanente de tipul reper de sol și mărci de perete.
Reperele de sol se construiesc dintr-o țeavă metalică cu diametru de 60 mm încastrata într-un bloc de beton. În partea superioară a țevii este sudată marca cu un cap sferic.
Mărcile de perete denumite și repere consolă, sunt turnate din fontă și conțin coada, placa portcotă sau numărul de ordine, consola și pastila semisferică pe care se așează mira. Locurile unde se plantează reperele și mărcile de nivelment, se aleg astfel să asigure permanent stabilitatea lor, precum și folosirea lor în bune condițiuni, de obicei sunt montate în soclul unor clădiri cu caracter de permanență ca: școli, primării, biserici sau chiar pe borne de beton.
Marcarea punctelor rețelei de nivelment locale se face permanent prin repere și mărci de tipul corespunzator preciziei nivelmentului ce se execută sau provizoriu, funcție de destinația rețelei și timpul cât va fi folosită. Ca repere provizorii se folosesc borne de beton, țăruși metalici, stâlpi din lemn, soclul de zid sau de piatră a unei clădiri sau garduri, stânci. 
La plantarea reperelor sau mărcilor de nivelment se descrie locul de amplasare, în mod asemănător cu descrierea topografică a punctelor de sprijin planimetrice.